# Václav Šlosar-Doubravský
Václav Šlosar-Doubravský (12. října 1873 Újezd u Hořovic – 17. listopadu 1953 Chrudim), byl český spisovatel a překladatel.

## Život
Václav Šlosar se narodil 12.10.1873 v Újezdě u Hořovic. V nedalekém Kařezu se vyučil strojním zámečníkem. Cerhovický farář Dominik Brázda velmi dobře poznal jeho skutečné nadání, podporoval jeho čtenářskou vášeň a velice tak ovlivnil jeho další život. Až ve věku 19 roků byl přijat do sekundy gymnázia v Praze – Žitné ulici, kde byl žákem spisovatele Aloise Jiráska. Po maturitě studoval na filosofické fakultě Univerzity Karlovy. Po ukončení studií se stal profesorem českého jazyka a francouzštiny. Působil na reálce v Telči (1905-1906), v Příbrami (1906-1919), v Bratislavě (1919-1920). V letech 1920-1932 byl ředitelem učitelského ústavu ve Spišské Nové Vsi. V roce 1932 se vrátil do Čech jako ředitel koedukačního učitelského ústavu v Chrudimi. V roce 1936 odešel do výslužby a stal se v letech 1936-1939 ředitelem soukromého učitelského ústavu v Chrudimi.  Ve své době byl velice znám i uznáván široké učitelské veřejnosti svými pedagogickými i didaktickými publikacemi a byl velice dobře přijímán i na Slovensku. Překládal také z francouzštiny a srbochorvatštiny, polštiny a slovenštiny. Zemřel v Chrudimi 17.11.1953.

## Dílo
Děj většiny jeho povídek a románů je zasazen na Hořovicko, Berounsko, Příbramsko a Zbirožsko. Náměty čerpal z historie, nejčastěji z období třicetileté války. Rodný Újezd a jeho tragické osudy v době pobělohorské je věrně a čtivě zachycen v románu Z lásky k svým, který psal v době svých vysokoškolských studiích v roce 1904. Povídka Zdeněk Chrášťanský, z roku 1899 pojednává o osudu majitelů hradu Týřov u Berounky. V historické povídce Vyděděnci (1900) líčí pohnuté osudy rodiny sedláka v Drahoňově Újezdě za třicetileté války.
Tuto povídku zdramatizoval Antonín Svoboda Pošumavský. Do doby Karla IV. je zasazen román Z dob slávy a štěstí (1901). Děj se odehrává na tvrzi Doubravka nedaleko Újezda a v sousední, dnes již neexistující vsi Doubravice (asi severozápadně od Újezda v místě hotelu Bouchalka). Po této zaniklé tvrzi převzal spisovatel umělecké jméno Doubravský. V roce 1906 vychází trojice povídek : Stíny duší. Do okolí Příbramě je zasazena povídka z doby napoleonských válek Pro klid duše (1913) a legenda Ze svatohorského údolí (1915).  Z pracovního pobytu ve Vídni vytěžil román O cizí čest (1921). Žánrově odlišný je humoristický román Pošumavským rájem (1922). Autor ho později sám označuje za první trampský román. Šlosarovy historické romány a povídky tiskla Cyrilometodějská tiskárna, nakladatelství V.Kotrby, a to ve sbírce zábavné četby pro český lid – Ludmila. Jde v pravém slova smyslu o lidovou četbu, v níž stojí V.Šlosar-Doubravský (zejména v hodnocení husitství a pobělohorské doby tzv.Temna) na opačném ideovém pólu než jeho učitel Alois Jirásek.